# Tetraperone bellioides
Tetraperone bellioides là một loài thực vật có hoa trong họ Cúc. Loài này được (Griseb.) Urb. miêu tả khoa học đầu tiên năm 1901.